# Hugh O’Conor

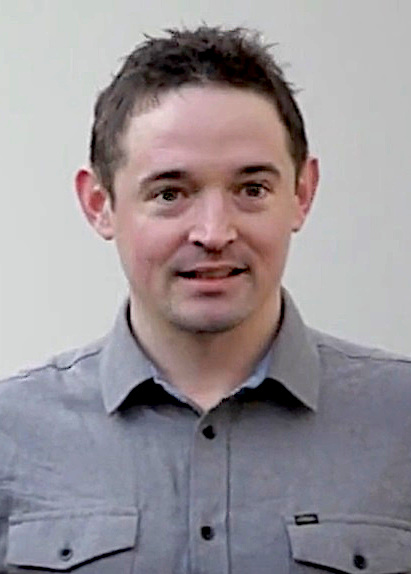
Hugh O’Conor (2014)

Hugh O’Conor (* 19. April 1975 in Dublin) ist ein irischer Schauspieler.

## Leben
O’Conor wurde als Sohn eines Konzertpianisten am Trinity College in Dublin ausgebildet. Bereits im Alter von acht Jahren trat O’Conor als Darsteller auf und hatte 1986 an der Seite von Liam Neeson im Filmdrama Lamb seinen ersten großen Auftritt. Im Film spielt er einen unter Epilepsie leidenden Jungen. Zwei Jahre später spielte er im Fantasyfilm Da neben Martin Sheen.
Seinen endgültigen Durchbruch hatte O’Conor im Jahr 1989 unter der Regie von Jim Sheridan im Oscar-nominierten Drama Mein linker Fuß an der Seite von Daniel Day-Lewis. O’Conor erhielt für seine Rolle eine Nominierung zum Young Artist Award als Bester Nebendarsteller.
Im Jahr 1993 übernahm er im Blockbuster Die drei Musketiere eine Nebenrolle als junger französischer König. Zwei Jahre später bekam er seine erste Hauptrolle in der schwarzen Komödie Das Handbuch des jungen Giftmischers, es folgte der Liebesfilm Chocolat – Ein kleiner Biss genügt von Regisseur Lasse Hallström im Jahr 2000. Für seine Nebenrolle wurde er als Mitglied der Besetzung in der Kategorie Bestes Ensemble für einen Screen Actors Guild Award nominiert.

## Filmografie (Auswahl)
als Schauspieler
- 1985: Lamb

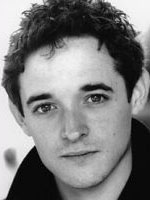
Hugh O’Conor (2007)

- 1989: Mein linker Fuß (My Left Foot: The Story of Christy Brown)
- 1993: Die drei Musketiere (The Three Musketeers)
- 1995: Das Handbuch des jungen Giftmischers (The Young Poisoner’s Handbook)
- 2000: Chocolat – Ein kleiner Biss genügt (Chocolat)
- 2001: Gefangen in eisigen Tiefen (Submerged, Fernsehfilm)
- 2003: Bloom
- 2004: Blueberry und der Fluch der Dämonen (Blueberry)
- 2007: Lewis – Der Oxford Krimi (Lewis, Fernsehserie, Folge Auf falscher Fährte)
- 2007: Speed Dating
- 2007: Flick – Zombies sind auch nur Menschen (Flick)
- 2007: Jane Austen’s Northanger Abbey
- 2008: A Film with Me in It
- 2011: Killing Bono
- 2012: Ripper Street (Fernsehserie, Folge In My Protection)
- 2013: The Bachelor Weekend (The Stag)
- 2017: The Fall – Tod in Belfast (The Fall, Fernsehserie, zwei Folgen)
- 2017: Gottes Wege sind blutig (Pilgramidge)
- 2017: Mary Shelley
- 2019: Resistance (Miniserie, fünf Folgen)
- 2022: Lola

als Regisseur
- 2001: Guilty of Love (Kurzfilm, auch Drehbuch)
- 2008: Spacemen Three (Kurzfilm, auch Drehbuch)